# 포트올리
포트올리(영어: Port Olry)는 바누아투의 도시이다. 산마주의 에스피리투산토섬에 위치한 도시이다. 인구는 2009년 추산 1,300명이다.